# Tony Award du meilleur son
Le Tony Award du meilleur son (Tony Award for Best Sound Design) est un prix récompensant, depuis 2008, les meilleurs sons dans une pièce ou une comédie musicale.

## Tony Award du meilleur son dans une pièce

### Années 2000
| - 2008 : Mic Pool – The 39 Steps - Simon Baker – Boeing Boeing - Adam Cork – Macbeth - Ian Dickinson – Rock 'n' Roll | - 2009 : Gregory Clarke – Equus - Paul Arditti – Mary Stuart - Russell Goldsmith – Le roi se meurt - Scott Lehrer et Leon Rothenberg – Joe Turner's Come and Gone |

### Années 2010
| - 2010 : Adam Cork – Rouge (Red) - Acme Sound Partners – Fences - Adam Cork – Enron - Scott Lehrer – Vu du pont - 2011 : Christopher Shutt – Cheval de guerre - Acme Sound Partners et Cricket S. Myers – Bengal Tiger at the Baghdad Zoo - Simon Baker – Brève Rencontre - Ian Dickinson – Jerusalem - 2012 : Darron L. West – Peter and the Starcatcher - Paul Arditti – One Man, Two Guvnors - Scott Lehrer – Mort d'un commis voyageur - Gareth Owen – End of the Rainbow | - 2013 : Leon Rothenberg – The Nance - John Gromada – The Trip to Bountiful - Mel Mercier – The Testament of Mary - Peter John Still et Marc Salzberg – Golden Boy - 2014 : Steve Canyon Kennedy – Lady Day at Emerson's Bar and Grill - Alex Baranowski – The Cripple of Inishmaan - Dan Moses Schreier – Act One - Matt Tierney – Machinal Pas de prix décernés en 2015, 2016 et 2017 dans cette catégorie. - 2018 : Gareth Fry – Harry Potter and the Cursed Child - Adam Cork – Travesties - Ian Dickinson – Angels in America - Tom Gibbons – 1984 - Dan Moses Schreier – The Iceman Cometh |

## Tony Award du meilleur son dans une comédie musicale

### Années 2000
| - 2008: Scott Lehrer – South Pacific - Acme Sound Partners – In the Heights - Sebastian Frost – Sunday in the Park with George - Dan Moses Schreier – Gypsy | - 2009: Paul Arditti – Billy Elliot, the Musical - Acme Sound Partners – Hair - Peter Hylenski – Rock of Ages - Brian Ronan – Next to Normal |

### Années 2010
| - 2010 : Robert Kaplowitz – Fela! - Jonathan Deans – La Cage aux folles - Dan Moses Schreier et Gareth Owen – A Little Night Music - Dan Moses Schreier – Sondheim on Sondheim - 2011 : Brian Ronan – The Book of Mormon - Peter Hylenski – The Scottsboro Boys - Steve Canyon Kennedy – Arrête-moi si tu peux - Brian Ronan – Anything Goes - 2012 : Clive Goodwin – Once - Acme Sound Partners – Porgy and Bess - Kai Harada – Follies - Brian Ronan – Nice Work If You Can Get It - 2013 : John Shivers – Kinky Boots - Jonathan Deans et Garth Helm – Pippin - Peter Hylenski – Motown: The Musical - Nevin Steinberg – Cendrillon | - 2014: Brian Ronan – Beautiful: The Carole King Musical - Peter Hylenski – After Midnight - Tim O'Heir – Hedwig and the Angry Inch - Mick Potter – Les Misérables Pas de prix décernés en 2015, 2016 et 2017 dans cette catégorie. - 2018 : Kai Harada – The Band's Visit - Mike Dobson et Walter Trarbach – SpongeBob SquarePants - Peter Hylenski – Once on This Island - Scott Lehrer – Carousel - Brian Ronan – Mean Girls - 2019 : Nevin Steinberg et Jessica Paz – Hadestown - Peter Hylenski – Beetlejuice - Peter Hylenski – King Kong - Steve Canyon Kennedy – Ain't Too Proud - Drew Levy – Oklahoma! |

### Années 2020
- 2020 : Jonathan Deans – Jagged Little Pill
  - Peter Hylenski – Moulin Rouge!
  - Nevin Steinberg – Tina

- 2022 : Mikhail Fiksel – Dana H.
  - Dominic Bilkey et Nick Powell – The Lehman Trilogy
  - Justin Ellington – For Colored Girls Who Have Considered Suicide / When the Rainbow Is Enuf
  - Palmer Hefferan – The Skin of Our Teeth
  - Mikaal Sulaiman – Macbeth

- 2023 : Nevin Steinberg – Sweeney Todd: The Demon Barber of Fleet Street
  - Kai Harada – New York, New York
  - Scott Lehrer et Alex Neumann – Into the Woods
  - Gareth Owen – & Juliet
  - John Shivers – Shucked

- 2024 : Ryan Rumery – Stereophonic
  - Stefania Bulbarella et Justin Ellington – Jaja's African Hair Braiding
  - Leah Gelpe – Mary Jane
  - Tom Gibbons – Grey House
  - Will Pickens et Bray Poor – Appropriate

- 2025 : Paul Arditti – Stranger Things: The First Shadow
  - Palmer Hefferan – John Proctor Is the Villain
  - Daniel Kluger – Good Night, and Good Luck
  - Nick Powell – The Hills of California
  - Clemence Williams – The Picture of Dorian Gray